# Madelon Baans
Madelon Baans (Róterdam, 8 de octubre de 1977) es una deportista neerlandesa que compitió en natación.
Ganó una medalla de bronce en el Campeonato Europeo de Natación de 2004 y cuatro medallas en el Campeonato Europeo de Natación en Piscina Corta entre los años 1996 y 2002.
Participó en tres Juegos Olímpicos de Verano, entre los años 1996 y 2004, ocupando el sexto lugar en Atenas 2004, en la prueba de 4 × 100 m estilos.

## Palmarés internacional
| Campeonato Europeo                  | Campeonato Europeo      | Campeonato Europeo | Campeonato Europeo |
| Año                                 | Lugar                   | Medalla            | Prueba             |
| ----------------------------------- | ----------------------- | ------------------ | ------------------ |
| 2004                                | Madrid (España)         | Medalla de bronce  | 4 × 100 m estilos  |
| Campeonato Europeo en Piscina Corta |                         |                    |                    |
| Año                                 | Lugar                   | Medalla            | Prueba             |
| 1996                                | Rostock (Alemania)      | Medalla de plata   | 4 × 50 m estilos   |
| 1998                                | Sheffield (Reino Unido) | Medalla de bronce  | 4 × 50 m estilos   |
| 2001                                | Amberes (Bélgica)       | Medalla de bronce  | 4 × 50 m estilos   |
| 2002                                | Riesa (Alemania)        | Medalla de bronce  | 4 × 50 m estilos   |